# Palazzo Klai Kangwon
Il palazzo Klai Kangwon (in lingua thai: วังไกลกังวล, letteralmente: palazzo lontano dalle preoccupazioni) è una residenza reale estiva dei re di Thailandia inaugurata nel 1929 dal sovrano Prajadhipok. Il complesso di edifici si affaccia sul Golfo del Siam nella zona settentrionale del centro balneare di Hua Hin, in provincia di Prachuap Khiri Khan, nella parte peninsulare della Thailandia Centrale.

## Storia
Nella zona in cui sorge il palazzo, il principe Chakrabhongse della casa reale siamese costruì un'elegante villa in riva al mare nei primi anni del Novecento. Qualche anno dopo anche il re Vajiravudh (Rama VI) s'innamorò della zona e vi fece costruire il Palazzo Marukatayawan, una sontuosa residenza reale estiva tutta in legno affacciata sulla spiaggia. Il vicino villaggio di pescatori di Hua Hin iniziò ad essere un punto di richiamo per l'aristocrazia siamese. Nel 1911 fu terminata la ferrovia che congiunge Bangkok a Hua Hin, dove venne eretta una bellissima stazione con una sala d'attesa per i regnanti.

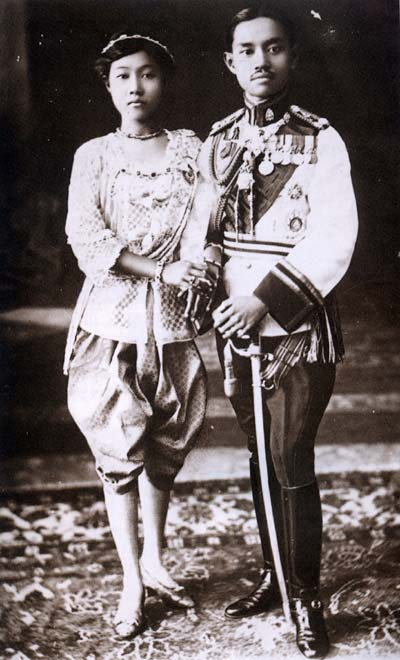
Rama VII e la regina Rambai Barni

Il posto scelto dal successore Prajadhipok (Rama VII) per costruire il palazzo Klai Kangwon si trova una decina di chilometri a sud del palazzo di Rama VI e tre chilometri a nord del centro di Hua Hin. Fu un omaggio per la moglie Rambai Barni e fu finanziato con soldi della borsa privata della casa reale. Il progetto e la sovrintendenza ai lavori furono affidati al principe Iddhidehsarn Kridakara, che si era laureato in architettura all'École des beaux-arts di Parigi ed era direttore del Dipartimento siamese di Belle arti. Fu inizialmente chiamato Suan Klai Kang Won (giardino lontano dalle preoccupazioni) e l'edificio riservato ai regnanti si chiama Phra Tamnak Piamsuk (palazzo reale pieno di felicità).
La preparazione del sito cominciò nel 1926 e i lavori edilizi iniziarono il 21 settembre 1927. L'edificio principale fu costruito in uno stile tipico dell'architettura spagnola di quel periodo. Per la cerimonia di inaugurazione che si tenne il 10 e 11 aprile del 1929, il palazzo comprendeva l'edificio a due piani per la famiglia reale e due edifici a un piano per l'entourage, tutti affacciati sul mare e particolarmente ventilati. Il palazzo fu al centro dell'attenzione nel giugno del 1932; mentre il re vi stava trascorrendo un periodo di vacanza, a Bangkok fu portato a termine il colpo di Stato noto come rivoluzione siamese del 1932, i cui promotori inviarono al palazzo di Hua Hin dei messaggeri che gli comunicarono la notizia. Il sovrano tornò subito nella capitale e fu costretto a concedere la Costituzione, dando fine alla monarchia assoluta in Siam che durava da 700 anni.
Altri edifici facenti parte del palazzo furono completati nel 1933. Fu utilizzato ancora spesso dalla famiglia reale fino al 1934 quando Rama VII, in contrasto con il governo costituzionale, si auto-esiliò e non tornò più nel Paese. Negli anni successivi il trono passò ai giovanissimi re Rama VIII e Rama IX che risiedettero all'estero. Destò sensazione una festa del movimento partigiano Seri Thai tenuta al palazzo durante il breve regno di Ananda Mahidol (Rama VIII). Fu organizzata dal suo reggente Pridi Phanomyong, noto come uno dei protagonisti della rivoluzione del 1932 e per le sue idee anti-monarchiche.
Fu invece usato spesso dalla famiglia di Bhumibol Adulyadej (Rama IX), che salì al trono nel 1946 e tornò in Thailandia nel 1950 quando aveva 23 anni, dopo aver terminato gli studi in Svizzera. Rama IX fece costruire altri edifici in armonia con i precedenti tra i quali la residenza della figlia, la principessa Sirindhorn. Altri stili architettonici adottati per gli ultimi edifici costruiti variano dal classico thailandese ad altri stili europei. Nel corso dei 70 anni in cui fu re, Rama IX trascorse spesso periodi di vacanza al palazzo di Hua Hin in particolar modo verso la fine del suo regno quando, vecchio e malato, vi risiedeva con la moglie Sirikit ogni volta che non era ricoverato in ospedale a Bangkok. Nel corso degli anni Hua Hin si sviluppò enormemente con l'arrivo del turismo di massa fino a diventare l'odierna città e una delle spiagge più famose e frequentate del Paese.

## Giardino e altre attrazioni
Particolare attenzione è osservata nella manutenzione del giardino romano situato di fronte all'edificio riservato ai sovrani, dove oltre a una grande quantità di piante si trovano oggetti d'arte balinesi e giavanesi, meridiane, strumenti nautici e altri motivi ornamentali. Di rilievo l'arte topiaria nel taglio dei cespugli, che assumono forme interessanti. Uno degli edifici del palazzo ospita un museo delle conchiglie.

## Accesso al pubblico
La visita del palazzo è consentita solo nei giorni in cui non sono presenti i regnanti a chi è in possesso di un invito dell'Ufficio della famiglia reale. L'orario di apertura è dalle 8:30 alle 15:30 e l'accesso è limitato ad alcune parti del complesso, in particolare quelle non affacciate sul mare.